# Плюющая индийская кобра
Плюющая индийская кобра (лат. Naja sputatrix) — ядовитая змея из семейства аспидов (Elapidae). Плюющая индийская кобра (другие названия:  Яванская или Индонезийская плюющаяся кобра) – некрупная, но очень ядовитая змея из рода кобр, обитающая на островах Индонезии. Впервые змея была описана немецким зоологом Фридрихом Бойе в 1827 году.

## Описание
Змея очень опасна и ядовита. Общая длина достигает 1,3 м, максимальная длина — 1,8 м. Голова эллиптическая, широкая, немного отделена от шеи. Морда короткая, округлая, ноздри большие. Глаза умеренного размера, зрачок круглый. Окраска одноцветная — чёрная, коричневая или тёмно-серая. Характерный капюшон, светлый с брюшной стороны, состоит из ребёр. У молодых змей могут присутствовать тёмные пятна или полосы. Иногда на капюшоне может встречаться тёмный рисунок в форме очков, лошадиной подковы или буквы «О».
Активна как днём, так и ночью. Охотится на мелких млекопитающих, вроде мышей и крыс, а также поедает лягушек, ящериц и змей, но очень часто змея сама становится добычей для такого страшного хищника, как комодский варан.
Яйцекладущая змея. Спаривание происходит во время сухого сезона (с августа по октябрь). Самка откладывает от 16 до 36 яиц. Молодые кобры появляются через 88 дней.

## Распространение
Этот вид кобры обитает на индонезийских островах Ява и Малых Зондских островах Бали, Ломбок, Сумбава, Комодо, Флорес, Ломблен и Алор. Возможно, они могут встречаться и на других островах группы. Одна змея была обнаружена на острове Ринка 26 декабря 2015 года. Все еще неизвестно, встречается ли этот вид кобры также на островах Тимор и Сулавеси. Хотя на острове Сулавеси был обнаружен единственный образец, считается, что этот он мог происходить с острова Ява, поскольку он был неотличим от яванских образцов. Ученые провели исследование этого вида в двух районах западной Явы: в Нанджонг-Джаджа, где он был относительно редок, и в Банджарванги, и он не был обнаружен. Исследование, проведенное Ф. Б. Ювоно в 1998 году, показало, что этот вид был многочисленным на Яве. Данн сообщил об экземплярах, взятых на Комодо с уровня моря до 650 метров (2130 футов), что является самой высокой высотой, на которой был обнаружен этот вид.

## Опасность для человека
Чувствуя опасность, рептилия способна выстреливать ядом из маленького отверстия в клыках в глаза противнику, ослепляя его.
При встрече с врагом кобра пытается скрыться, но если это ей не удаётся, раздувает свой капюшон и готовится к обороне. Змея всегда находится в боевой готовности и усиленно обороняется, выпрыскивая яд во врага. Яд является смесью высокомолекулярных белков и энзимов, обладающий нейротоксичным и кардиотоксичным действием. Яд не является быстродействующим, но он поражает нервную, дыхательную и сердечную систему. Несмотря на то, что яд является достаточно сильным, случаи гибели человека очень редки. Местные симптомы: боль, сильный отёк, кровоподтёки, волдыри, некроз. Системные симптомы включают в себя, головную боль, тошноту, рвоту, затруднённое глотание, судороги, диарею и боли в животе.

## Репродукция
Спаривание происходит в сухой сезон (с августа по октябрь). Самки часто откладывают яйца в конце сухого сезона в ноябре или в самом начале сезона дождей. В кладке может быть отложено от 13 до 19 яиц,  в среднем около 16 яиц. Яванские самки могут производить и откладывать до 36 яиц, но в среднем — только 25 яиц. Инкубационный период составляет около 88 дней. Как и другие элапиды, вылупившиеся детеныши полностью независимы от рождения.